# Donald Campbell, 6. Baron Stratheden
Donald Campbell, 6. Baron Stratheden, 6. Baron Campbell (* 4. April 1934; † 23. Oktober 2011) war ein britischer Peer und Politiker.

## Leben
Donald Campbell war ein Nachfahre von Mary Elizabeth Scarlett Campbell, der am 22. Januar 1836 der Titel der Baroness Stratheden, of Cupar in the County of Fife, verliehen wurde. Ihrem Ehemann John Campbell, einem langjährigen Abgeordneten des House of Commons und späteren Lord Chief Justice of England and Wales und Lordkanzler, wurde 1841 der Titel des Baron Campbell, of St Andrews in the County of Fife, verliehen. Nachdem die beiden Titelinhaber 1860 beziehungsweise 1861 verstorben waren, gingen die beiden Titel auf deren ältesten Sohn William Campbell über.
Donald Campbell erbte die Titel beim Tode seines Vaters Gavin Campbell, 5. Baron Stratheden am 29. Oktober 1987 und wurde damit zugleich Mitglied des House of Lords, dem er bis zum Inkrafttreten des House of Lords Act am 11. November 1999 angehörte.
Bei seinem Tod erbte sein Sohn David Anthony Campbell die Titel als jeweils 7. Baron.